# 瀬波温泉

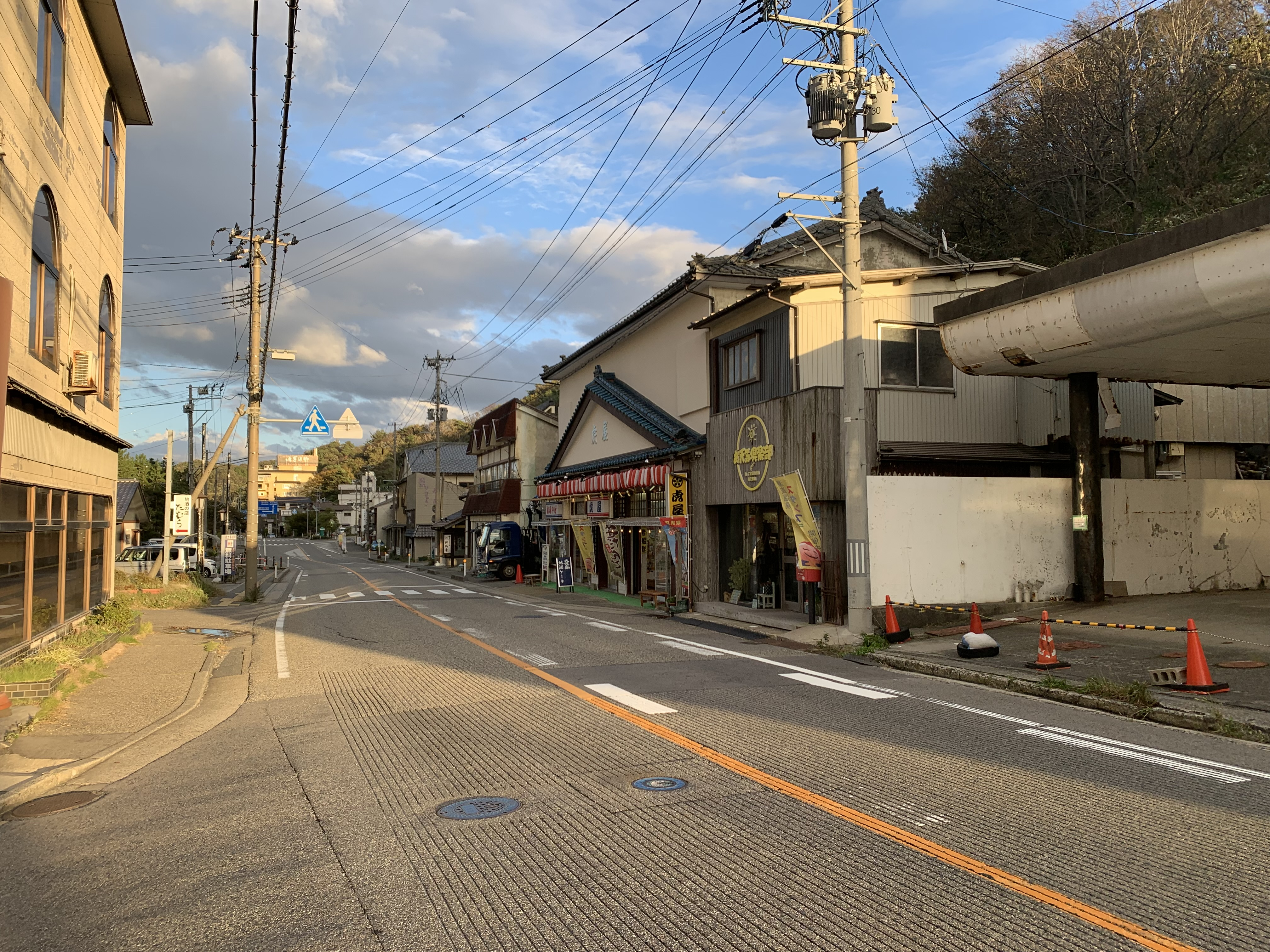
瀬波温泉のかもめ通り

瀬波温泉（せなみおんせん）は、新潟県村上市の日本海沿岸にある温泉。年間のべ宿泊者数では越後湯沢温泉、月岡温泉、苗場温泉に次いで県内4番目の規模である（2022年度）。

## 泉質
- ナトリウム-塩化物泉[3]
  - 泉温：95℃[3]

## 温泉街

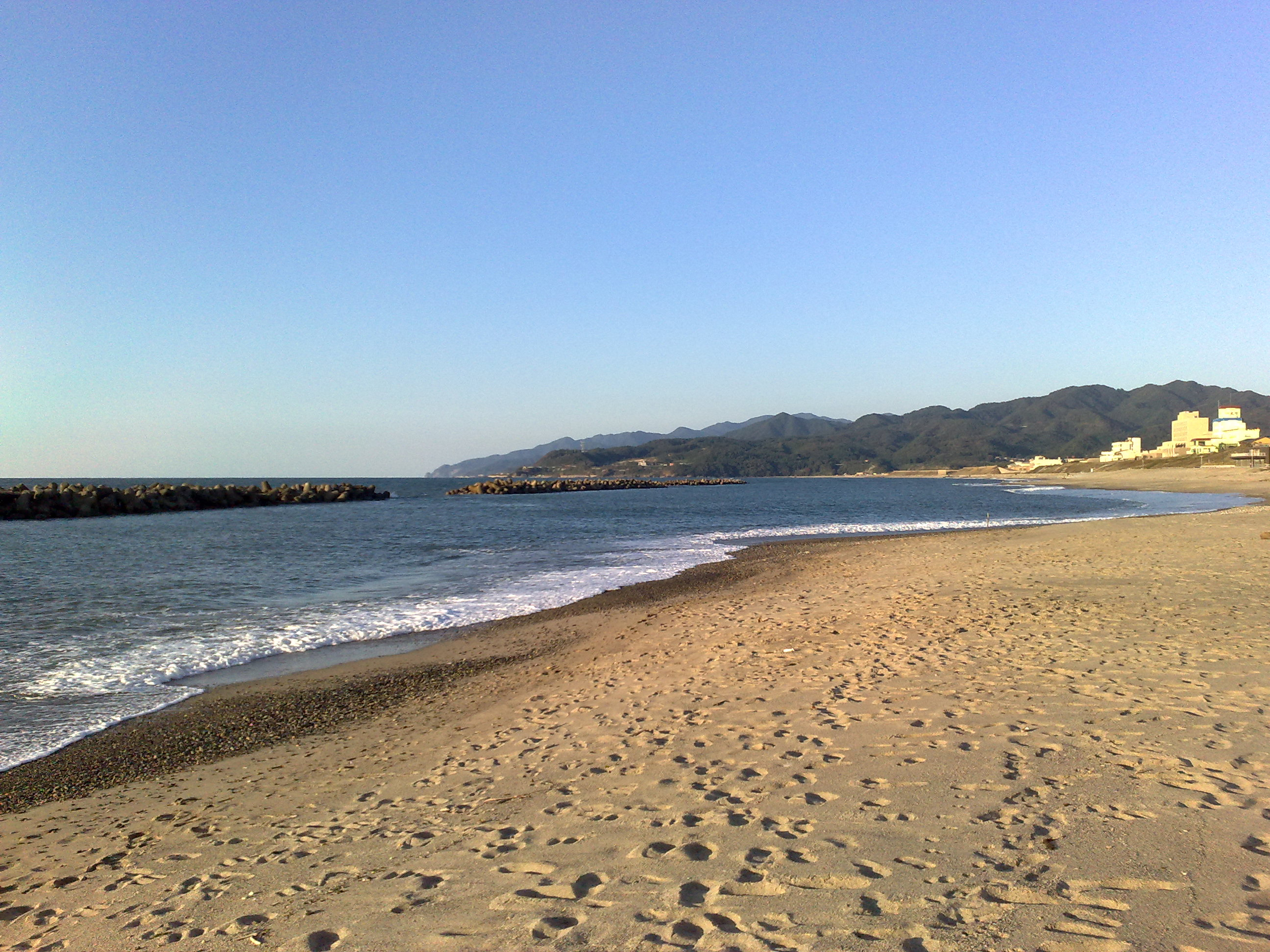
右手に見える温泉街の前に瀬波海岸が広がる。

源泉温度が約100℃の高温泉で熱の湯としても知られ、噴湯公園では温泉玉子づくり体験ができる。日本海の瀬波海岸に面しており、十数軒の旅館およびホテルのほか、日帰り入浴施設や無料の足湯がある。日本海に沈む夕日が有名であり、秋にサケが遡上することで有名な三面川（みおもてがわ）が村上市内を流れていることから、各旅館などでは、名物の各種サケ料理などを夕食時などに味わうこともできる。

## 歴史
1904年（明治37年）4月、石油試削中に噴湯したのが始まりである。同様の経緯で始まった温泉は、豊富温泉、羽根沢温泉、月岡温泉などが挙げられる。
1914年（大正3年）に村上駅まで鉄道が開業すると開発に拍車がかかり、同年には駅との間を結ぶ自動車の運行も始まった。この頃、瀬波町字松山にあることから地元では松山温泉と呼ばれていた。
1937年（昭和12年）には与謝野晶子が訪れ、45首の歌を詠んだ。1998年（平成10年）にはそれにちなんだ45本の歌碑が設置された。2004年の開湯100周年にあたっては記念事業として足湯・手湯を備えたポケットパークが整備された。
2009年には温泉排熱を活用してパッションフルーツなどの南国フルーツ栽培を行う栽培ハウスが地元企業によって開設され、瀬波南国フルーツ園として営業されている。
2021年には源泉を利用した銭湯が開設された。

## アクセス
- 車：日本海東北自動車道 村上瀬波温泉ICより国道345号、新潟県道3号新潟新発田村上線経由で11分[1]。
- 公共交通：羽越本線 村上駅下車。村上市コミュニティバス あべっ車「せなみ巡回」または「岩船巡回」[12]、宿泊施設の送迎バスで約10分。

このほか、新潟空港から「瀬波温泉直行ライナー」が運行されている